# Tanjung Menang (Jarai)
Tanjung Menang is een bestuurslaag in het regentschap Lahat van de provincie Zuid-Sumatra, Indonesië. Tanjung Menang telt 1070 inwoners (volkstelling 2010).